# Вінсент Еньєама
Вінсент Еньєама (англ. Vincent Enyeama, нар. 29 серпня 1982, Аба) — нігерійський футболіст, воротар, який є вільним агентом.
Насамперед відомий виступами за клуби «Еньїмба», «Хапоель» (Тель-Авів) та «Лілль», а також національну збірну Нігерії.
Чемпіон Ізраїлю. У складі збірної — володар Кубка африканських націй.

## Клубна кар'єра
У дорослому футболі дебютував 1999 року виступами за команду клубу «Ібом Старс», в якій провів один сезон, взявши участь у 56 матчах чемпіонату. 
Згодом з 2001 по 2007 рік грав у складі команд клубів «Еньїмба», «Івуаньянву Нейшнл» та «Бней-Єгуда».
Своєю грою за останню команду привернув увагу представників тренерського штабу клубу «Хапоель» (Тель-Авів), до складу якого приєднався 2007 року. Відіграв за команду з Тель-Авіва наступні чотири сезони своєї ігрової кар'єри. Більшість часу, проведеного у складі тель-авівського «Хапоеля», був основним голкіпером команди.
Протягом 2011—2012 років захищав кольори команди клубу «Лілль».
До складу клубу «Маккабі» (Тель-Авів) приєднався 2012 року. В сезоні 2012-13 відіграв 27 матчів в лізі, пропустив 24 голи. За підсумками сезону команда вперше за останні десять років виборола чемпіонське звання, випередивши найближчого конкурента на десять очок. По закінченні сезону повернувся до «Ліллю». В серпні 2013-го дебютував в складі французької команди в Лізі 1 і завоював постійне місце в воротах команди.
У 2014 році Вінсент видав неймовірну суху серію довжиною в 11 матчів (1063 хвилини), ледь не побивши рекорд воротаря «Бордо» початку 1990-х Гаетана Юара.
Сезон 2015/2016 голкіпер також провів упевнено, пропустивши лише 24 голи в 35 матчах та зберігши свої ворота недоторканими в понад половині — 18 «сухих» матчах. У наступному сезоні Еньєама був основним воротарем команди, однак зазнав важкої травми коліна в квітні та пропустив кінець сезону, поступившись місцем Майку Меньяну. З літа 2017, відновившись після травми, Вінсент перестав потрапляти навіть до заявок на матчі через конфлікт з керівництвом клубу.
31 серпня 2018 «Лілль» вирішив припинити співпрацю з Еньєамою, і він став вільним агентом. Влітку 2019 «Діжон» цікавився нігерійцем, однак вирішив не підписувати його.

## Виступи за збірну
2002 року дебютував в офіційних матчах у складі національної збірної Нігерії. У формі головної команди країни провів 101 матч, що є рекордом.
У складі збірної був учасником чемпіонату світу 2002 року в Японії і Південній Кореї, чемпіонату світу 2010 року у ПАР, Кубка африканських націй 2004 року у Тунісі, на якому команда здобула бронзові нагороди, Кубка африканських націй 2006 року в Єгипті, на якому команда здобула бронзові нагороди, Кубка африканських націй 2008 року у Гані, Кубка африканських націй 2010 року в Анголі, на якому команда здобула бронзові нагороди, розіграшу Кубка конфедерацій 2013 року у Бразилії.

## Титули і досягнення
- Ліга чемпіонів КАФ (2):

«Еньїмба»:  2003, 2004
- Чемпіон Нігерії (3):

«Еньїмба»:  2001, 2002, 2003
- Чемпіон Ізраїлю (2):

«Хапоель» (Тель-Авів):  2009-10
«Маккабі» (Тель-Авів):  2012-13
- Володар Кубка Ізраїлю (2):

«Хапоель» (Тель-Авів):  2009-10, 2010-11
- Володар Кубка африканських націй (1): 2013
- Бронзовий призер Кубка африканських націй: 2004, 2006, 2010